# قلات (جهرم)
قلات نام روستایی از توابع بخش مرکزی شهرستان جهرم در استان فارس است.